# Women of the Wall
Women of the Wall (hebreiska: נשות הכותל, Neshot HaKotel) är en icke-ortodox, feministisk israelisk organisation som huvudsakligen består av amerikafödda kvinnor boende i Israel vars mål är att säkra kvinnors rätt att be högt, recitera högt från Torahn och bära religiösa kläder vid Västra muren. Organisationen grundades 1988. 